# 堤康徳
堤 康徳（つつみ やすのり、1958年 - ）は、イタリア文学者。上智大学准教授。専門は近現代イタリア文学。東京外国語大学大学院修士課程修了、大学講師を経て現職。

## 著書
- 『会話で覚えるイタリア語動詞333』東洋書店、2007
- 『サッカーファンのためのイタリア語』アルダ・ナンニーニと共著、白水社、2002

## 翻訳
- カルロ・ギンズブルグ『裁判官と歴史家』上村忠男共訳、平凡社、1992年
- アーダ・ゴベッティ『パルチザン日記 1943-1945 イタリア反ファシズムを生きた女性』平凡社、1995年
- アントニオ・タブッキ『黒い天使』青土社、1998年
- マヌエル・プイグ『グレタ・ガルボの眼』青土社、1999年
- イタロ・ズヴェーヴォ『トリエステの謝肉祭』白水社、2002年
- ジョルジョ・アガンベン『涜神』上村忠男共訳、月曜社、2005年、新版2014年
- セルジョ・ルッツァット『反ファシズムの危機 現代イタリアの修正主義』岩波書店、2006年
- ルーカ・カイオーリ『ロナウジーニョ The smiling champion』（監訳）ゴマブックス、2006年
- 『アントニオ・ネグリ講演集』（上・下） 上村忠男監訳、中村勝己共訳、ちくま学芸文庫、2007年
- ウンベルト・エーコ『バウドリーノ』（上・下）岩波書店、2010年 / 岩波文庫、2017年
- イタロ・ズヴェーヴォ『ゼーノの意識』（上・下）岩波文庫、2021年

### シリーズ新世代のイタリア文学
- アンドレーア・デ・カルロ『夢の終着駅』東京書籍、1993年
- ピエル・ヴィットーリオ・トンデッリ『ぼくたちの自由を求めて』東京書籍、1994年